# Jörg Baumann
Jörg Baumann (* 1981 in Aschaffenburg) ist ein deutscher Politiker (AfD) und Polizeibeamter a. D. Er ist seit 2023 Mitglied des Bayerischen Landtages.

## Werdegang
Jörg Baumann absolvierte nach der Mittleren Reife eine Ausbildung im mittleren Polizeidienst. Sein Vater, Hausmeister bei der Polizeiinspektion Aschaffenburg, vermittelte den Kontakt zur Polizei. Baumann sammelte Berufserfahrung bei der Polizei in Würzburg und der Verkehrspolizei in Weilheim, bevor er 2004 als Streifenbeamter nach Aschaffenburg zurückkehrte. Ab 2013 war er dort als Diensthundeführer tätig. Einen prägenden Einsatz erlebte er 2021 als Helfer bei der Flutkatastrophe im Ahrtal.
Baumann trat 2019 der AfD bei und ist seit 2020 Mitglied im Kreistag des Landkreises Aschaffenburg sowie im Gemeinderat von Haibach. Innerhalb der Partei ist er Vorsitzender des AfD-Ortsverbandes Haibach, stellvertretender Kreisvorsitzender der AfD Aschaffenburg und Beisitzer im AfD-Bezirk Unterfranken. 2020 kandidierte er erfolglos für das Bürgermeisteramt in Haibach. Bei der Landtagswahl in Bayern 2023 trat er im Stimmkreis Aschaffenburg-West an und wurde über die Liste des Wahlkreises Unterfranken in den Bayerischen Landtag gewählt.

## Politik
Im Bayerischen Landtag ist Baumann Mitglied im Ausschuss für Öffentlichen Dienst sowie im Innenausschuss. Er setzt sich nach eigenen Angaben für die Stärkung der kommunalen Selbstverwaltung und der Inneren Sicherheit ein. Baumann thematisiert eine von ihm wahrgenommene Zunahme von Gewalt gegen Einsatzkräfte und eine Verrohung der Gesellschaft, die er unter anderem auf Migration, veränderte Familienstrukturen und wirtschaftliche Zwänge zurückführt. Er kritisiert, dass viele Eltern ihre Erziehungsverantwortung an Schulen und Kitas delegieren, und sieht einen Verlust generationenübergreifender Zusammenhänge.
Baumann unterstützt den Thüringer AfD-Politiker Björn Höcke und verteidigt dessen Positionen als innerparteiliche Solidarität. Ebenso spricht er sich für die Meinungsfreiheit aus und zeigt Sympathie für den österreichischen rechtsextremen Aktivisten Martin Sellner. Den Begriff „Remigration“ interpretiert Baumann als Rückführung illegal in Deutschland lebender Personen, etwa aus Syrien, da der dortige Bürgerkrieg laut Staatschef Assad beendet sei. Gleichzeitig betont er, dass legal eingereiste und integrierte Migranten willkommen seien. Am 13. September 2024 kommentierte er die Festnahme eines mutmaßlichen Islamisten in Hof und betonte die Notwendigkeit von „Remigrationsanstrengungen“. Am 23. Januar 2025 forderte er ein Verbot islamistischer Vereine und ein Ende der Hetze gegen Juden und Christen in Bayern.
In Plenardebatten verwendet Baumann mitunter populistische Rhetorik, etwa wenn er von einem „Gewalt-Tsunami“ spricht oder Deutschland mit Städten wie Islamabad oder Aleppo vergleicht. Auf der Plattform X präsentiert er sich als nationalkonservativ und verwendet Slogans wie „Ich bin rechts, ich bin konservativ, und das ist gut so.“ Seine Auftritte und Posts führen bei anderen Landtagsabgeordneten zu der Einschätzung, dass er eine klar rechtsnational geprägte Haltung vertritt.

## Privates
Baumann ist verheiratet, hat zwei Kinder und gehört der römisch-katholischen Kirche an.